# Майерс, Кармел
Кармел Майерс (англ. Carmel Myers, 4 апреля 1899 — 9 ноября 1980) — американская актриса.

## Биография
Родилась в Сан-Франциско в семье раввина из Австралии и его супруги, уроженки Австрии. Её отец был знаком с пионерами зарождающегося кинематографа, и представил её Д. У. Гриффиту, который взял Майерс на небольшую роль в свою картину «Нетерпимость» (1916). Последующие два годы она жила в Нью-Йорке, где работала в основном в театре, после чего вновь вернулась на большой экран, заключив контракт с киностудией «Universal».
С годами её карьера набирала обороты, и к середине десятилетия Майерс уже играла крупные роли во многих известных немых кинокартинах, среди которых «Отравленный рай» (1924), «Красавчик Браммел» (1924), «Бен-Гур» (1925), «Сорел и сын» (1927) и «Дама с камелиями» (1926). С наступлением эры звукового кино актриса переместилась на роли второго плана, появившись в таких кинолентах как «Свенгали» (1931), «Безумный гений» (1931) и «Полустанок» (1946).
К тому времени её актёрские работы стали редки, а после 1950 года она появилась всего в нескольких эпизодах сериалов на телевидении. Последующие годы она работала в сфере недвижимости, а также в собственной парфюмерной компании. Последней её актёрской работой стала небольшая роль журналистки в комедии 1976 года «Вон Тон Тон — собака, которая спасла Голливуд».
Актриса трижды была замужем, а от второго супруга Ральфа Х. Блума, родила троих детей. Кармел Майер умерла в 1980 году от инфаркта в возрасте 81 года в Лос-Анджелесе и была похоронена рядом с родителями на еврейском кладбище на востоке города. Вклад актрисы в американскую киноиндустрию отмечен звездой на Голливудской аллее славы.